# 博日奧尼山
74°34′S 111°54′W / 74.567°S 111.900°W
博日奧尼山（英語：Mount Bodziony）是南極洲的山峰，位於瑪麗伯德地的沃爾格林海岸，處於漢特海崖北端，海拔高度超過400米，現時由南極條約體系管理。